# Assens (plaats)
Assens is een plaats in de Deense regio Zuid-Denemarken, gemeente Assens, en telt 6016 inwoners (2020).

## Geschiedenis

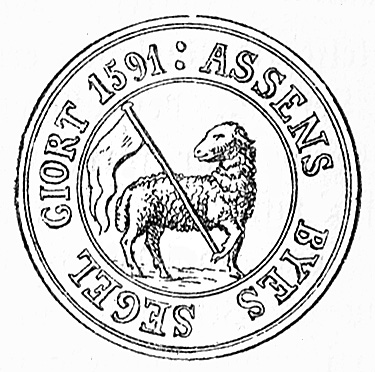
Zegel

Assens ontstond rond 1200 vanwege de gunstige pontverbinding die tussen het eiland Funen en het zuiden van Jutland daar kon ontstaan. Daarbij groeide Assens uit tot een belangrijk verkeerspunt voor het handelsverkeer tussen Kopenhagen en Hamburg. Deze pontverbinding werd opgeheven in 1864 tijdens de Tweede Duits-Deense Oorlog toen het zuiden van Jutland in de handen viel van Duitsland.
Vanaf 1884 kreeg Assens een treinverbinding met Tommerup, dat ervoor zorgde dat Assens in verbinding kwam met Odense, welke zorgde voor een industriële ontwikkeling. De bekendste fabriek in Assens was de suikerfabriek van Danisco, deze heeft zijn dienst gedaan tot 2006.
- Gemeinsame Normdatei: 7501422-1
- MusicBrainz: 79781ef7-a998-4b8e-9448-02e14f4c47d2
- Nationale Bibliotheek van Israël: 987007545500705171
- Virtual International Authority File: 125469731